# Marele dodecaedru stelat
În geometrie marele dodecaedru stelat este un poliedru Kepler–Poinsot cu simbolul Schläfli {5⁄2,3}. Este unul dintre cele patru poliedre regulate neconvexe. Este compus din 12 fețe pentagramice, cu trei pentagrame care se întâlnesc în fiecare vârf. Un poliedru neconvex are fețe care se intersectează care nu reprezintă laturi sau fețe noi. Doar cele marcate cu sfere aurii sunt vârfuri, iar cele cu linii argintii sunt laturi.
Are aceeași dispunere a vârfurilor ca și dodecaedrul regulat convex, dar nu și aceeași figură și configurație a vârfului. Este singura stelare dodecaedrică (în afară de dodecaedrul însuși). Anvelopa sa convexă este dodecaedrul regulat. Dualul său, marele icosaedru, este înrudit într-un mod similar cu icosaedrul.
Înlăturând piramidele triunghiulare se obține un icosaedru.
Dacă fețele pentagramice sunt divizate în triunghiuri, marele icosaedru este înrudit din punct de vedere topologic cu icosaedrul triakis, cu aceeași conectivitate a fețelor, dar cu fețe triunghiulare isoscele mult mai înalte. Dacă triunghiurile sunt inversate și plasate astfel încât să excaveze icosaedrul central, rezultatul este marele dodecaedru.

## Construcție
Marele dodecaedru stelat poate fi construit în mod analog pentagramei, analogul său bidimensional, prin stelarea n-politopului pentagonal cu fețe pentagonale și n-simplexul ca figură a vârfului până nu mai poate fi stelat. Ca urmare, este o stelare finală.

## Imagini

Pavare sferică cu densitatea 7 (o față sferică pentagramică este conturată albastru și colorată galben)
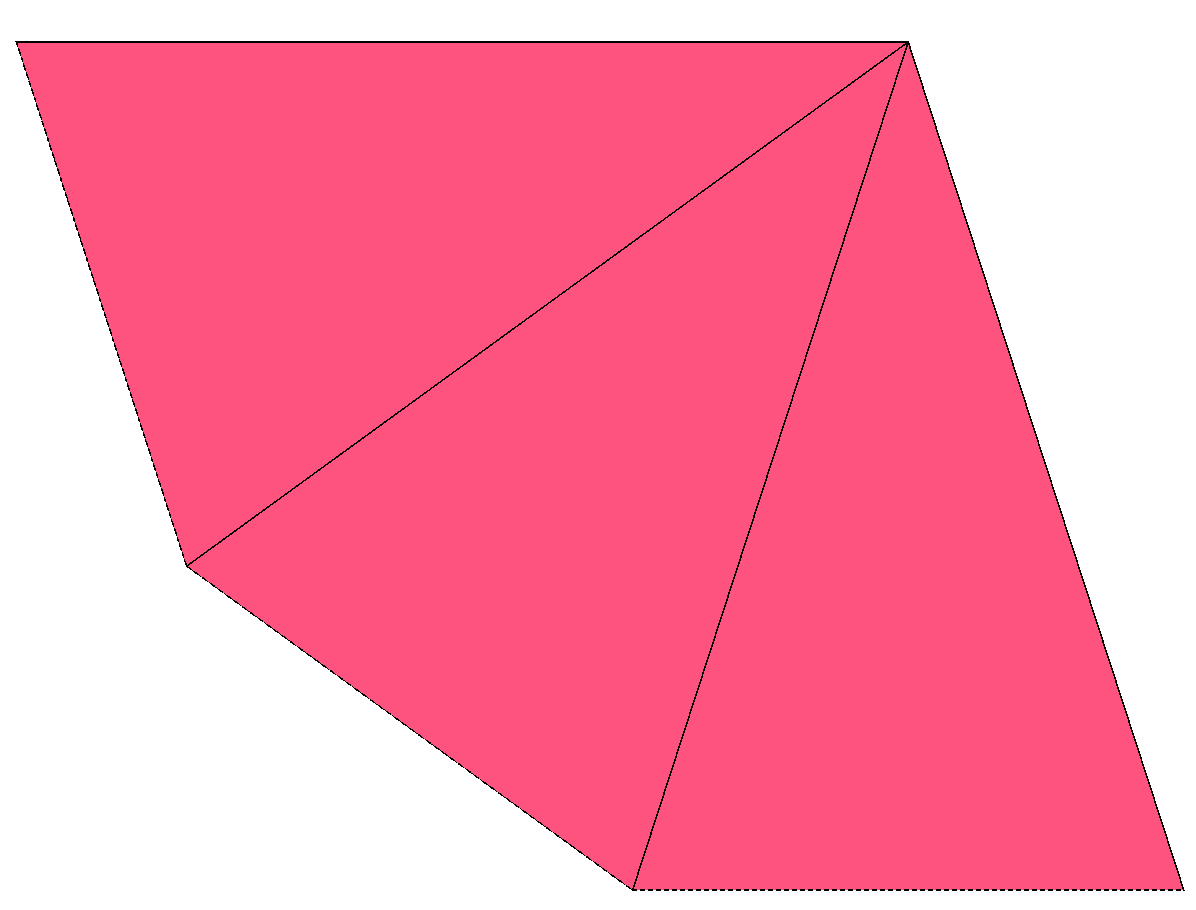
20 de astfel de forme aranjate pe un icosaedru formează desfășurata
A treia stelare a dodecaedrului, corpul W22 din lista Wenninger

## Poliedre înrudite

Trunchiere animată de la {5/2, 5} la {5, 5/2}

Un proces de trunchiere aplicat marelui dodecaedru stelat produce o serie de poliedre uniforme. Trunchierea muchiilor până la puncte produce marele icosidodecaedru ca un mare dodecaedru stelat rectificat. Procesul se poate continua cu birectificarea, reducând fețele originale la puncte, producând astfel marele icosaedru.
Marele dodecaedru stelat trunchiat poate fi considerat un poliedru uniform degenerat, cu 20 de fețe triunghiulare la vârfurile trunchiate și 12 fețe pentagonale (ascunse) ca trunchieri ale fețelor pentagramice originale, ultimele formând un mare dodecaedru înscrise în figură și având în comun laturile icosaedrului.
| Nume                    | Marele dodecaedru stelat | Marele dodecaedru stelat trunchiat | Marele icosidodecaedru | Marele icosaedru trunchiat | Marele icosaedru |
| ----------------------- | ------------------------ | ---------------------------------- | ---------------------- | -------------------------- | ---------------- |
| Diagramă Coxeter–Dynkin |                          |                                    |                        |                            |                  |
| imagine                 |                          |                                    |                        |                            |                  |